# Eusocjalność

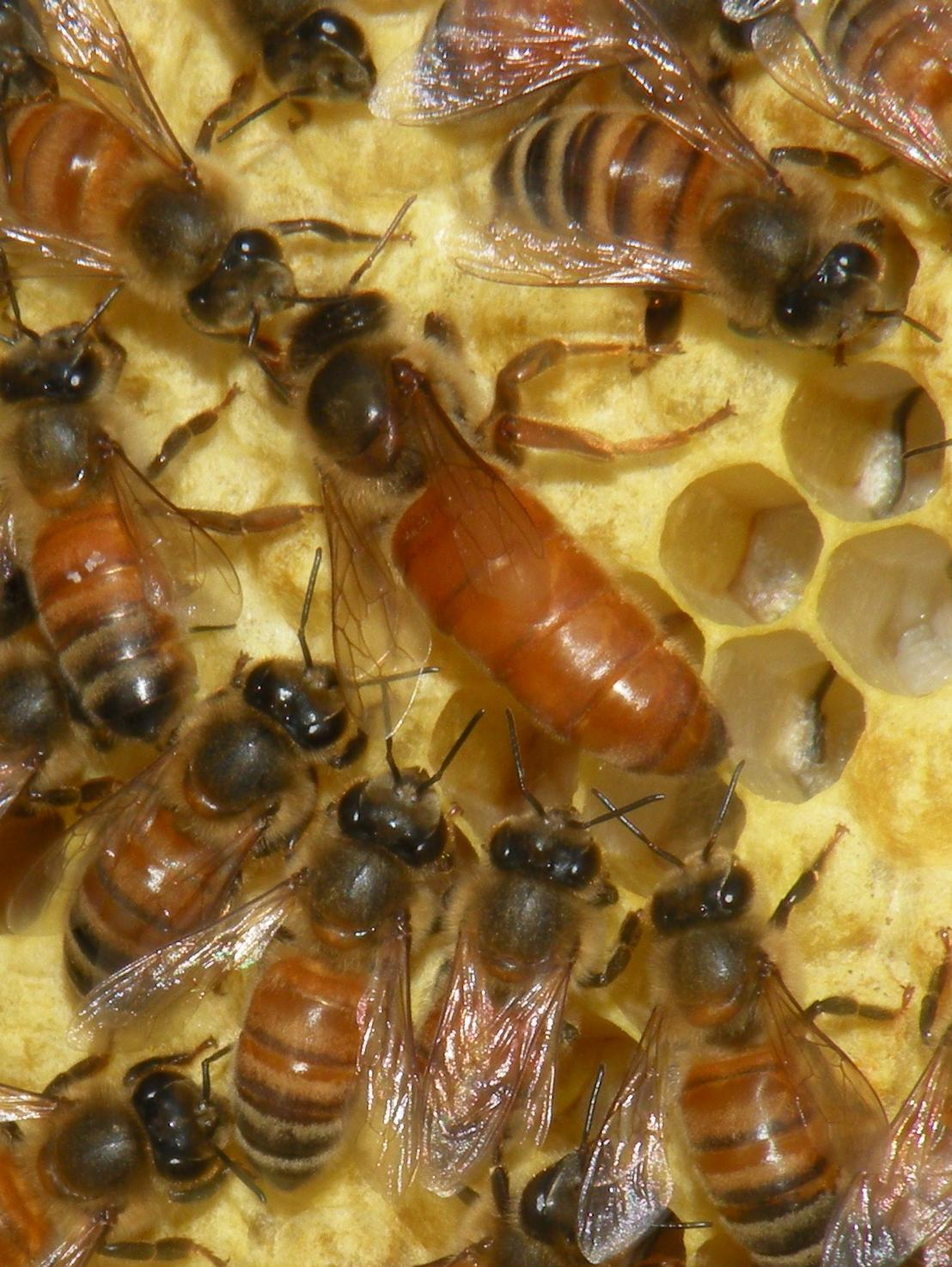
Pszczoły – królowa i robotnice

Eusocjalność – najwyższa wśród zwierząt forma społeczności polegająca na tworzeniu trwałych, co najmniej dwupokoleniowych kolonii, w których rolę reproduktorek przejmuje tylko część samic, a pozostałe osobniki współdziałają w opiece nad ich potomstwem. Gatunki eusocjalne nazywane są także prawdziwie społecznymi dla odróżnienia od gatunków o mniejszym stopniu uspołecznienia (quasi-, semi- i subsocjalnych). 
Definicja eusocjalności, od czasu jej wprowadzenia przez Suzanne Batra w 1966 roku, ulegała zawężaniu lub rozszerzaniu przez poszczególnych autorów. Zwykle przyjmuje się definicję Batry zmodyfikowaną przez Michenera i spopularyzowaną przez Wilsona. Ich zdaniem zwierzęta eusocjalne charakteryzuje jednoczesne spełnienie następujących cech:
- osobniki tego samego gatunku tworzą trwałą kolonię, w której występują co najmniej dwa pokolenia zdolne do wykonywania pracy na rzecz kolonii,
- w kolonii występuje podział na kasty – reprodukcyjną oraz niebiorącą udziału w procesie reprodukcji,
- występuje współdziałanie w opiece nad potomstwem[a][2].

Niższe poziomy organizacji społecznej zwierząt to (w kolejności od najniższego): 
- organizmy podspołeczne
- organizmy gromadne
- organizmy niemal społeczne
- organizmy półspołeczne

Organizmy eusocjalne należą do rzadkości wśród zwierząt. Spotykane są tylko w kilkunastu rodzinach z różnych taksonów, co sugeruje, że eusocjalność rozwinęła się u tych zwierząt niezależnie. W większości są to owady (błonkoskrzydłe, termity, wciornastki, pluskwiaki i chrząszcze).

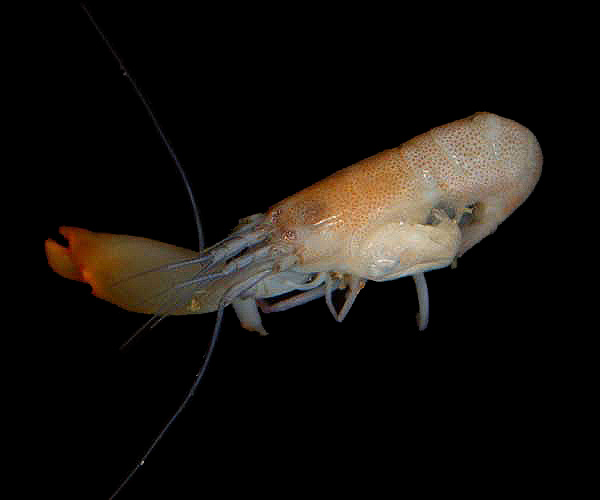
Synalpheus fritzmuelleri – eusocjalna krewetka

Poza owadami eusocjalność stwierdzono u skorupiaków (krewetki  z rodzaju Synalpheus) oraz u ssaków (kretoszczury z rodzajów Heterocephalus i Cryptomys).
Istnieje kilka hipotez wyjaśniających pochodzenie eusocjalności. Jedna z nich tłumaczy powstawanie społeczności eusocjalnych i ich spektakularny sukces ewolucyjny altruizmem i doborem krewniaczym. Osobniki rezygnujące z płodzenia własnego potomstwa specjalizują się w innych funkcjach niezbędnych dla funkcjonowania kolonii, przez co przyczyniają się do szybszego i skuteczniejszego osiągania wspólnych celów (budowa gniazd, zdobywanie pokarmu, obrona przed drapieżnikami). Wspólne działanie wszystkich blisko spokrewnionych ze sobą osobników zwiększa szanse na przeżycie przynajmniej części potomstwa. 